# Oncosclera asiatica
Oncosclera asiatica is een gewone sponsensoort uit de familie van de Potamolepidae. De wetenschappelijke naam van de soort is voor het eerst geldig gepubliceerd in 2012 door Manconi & Ruengsawang.